# Rui Rodrigues (cyclisme)
Pour le footballeur portugais, voir Rui Rodrigues. Pour les homonymes, voir Rodrigues.
Castro Rodrigues est un nom portugais ; le premier nom de famille (d'usage facultatif) est Castro et le second est Rodrigues.
Rui Emanuel Castro Rodrigues, né le 15 janvier 1992 à Fafe, est un coureur cycliste portugais.

## Biographie
Dans sa jeunesse, Rui Rodrigues pratique d'abord le football. Il a notamment joué à l'Association sportive de Fafe. C'est finalement à 16 ans qu'il commence le cyclisme au club Los Amigos da Roda de Quinchães. 
En 2010, il devient champion du Portugal de poursuite par équipes chez les juniors (moins de 19 ans). Il termine également troisième du Tour du Portugal juniors. Il évolue ensuite durant quatre saisons en catégorie espoirs (moins de 23 ans). Principalement actif dans son pays natal, il réalise de bonnes performances sur le Tour du Portugal de l'Avenir.
Il passe finalement professionnel en 2015 au sein de l'équipe continentale Louletano-Ray Just Energy. Au mois d'août, il est sélectionné par sa formation pour disputer son premier Tour du Portugal. En 2018, il se classe quinzième du Grande Prémio de Portugal Nacional 2. 

## Palmarès sur route

### Par année
- 2010
  - 3e du Tour du Portugal juniors
- 2013
  - 3e du Circuito Festas de Lousada
- 2014
  - 3e de la Prova de Abertura
- 2018
  - Circuit de Moita
  - 3e du Circuit de Malveira

### Classements mondiaux
| Année           | 2014 |
| --------------- | ---- |
| UCI Europe Tour | 941e |

## Palmarès sur piste

### Championnats nationaux
- 2009
  - 2e du championnat du Portugal de poursuite par équipes juniors
  - 2e du championnat du Portugal de vitesse juniors
  - 3e du championnat du Portugal de course aux points juniors
- 2010
  -  Champion du Portugal de poursuite par équipes juniors (avec Leonel Coutinho, Albino Oliveira et Francisco Viana)
- 2012
  - 3e du championnat du Portugal de vitesse espoirs